# Pie Postulatio Voluntatis

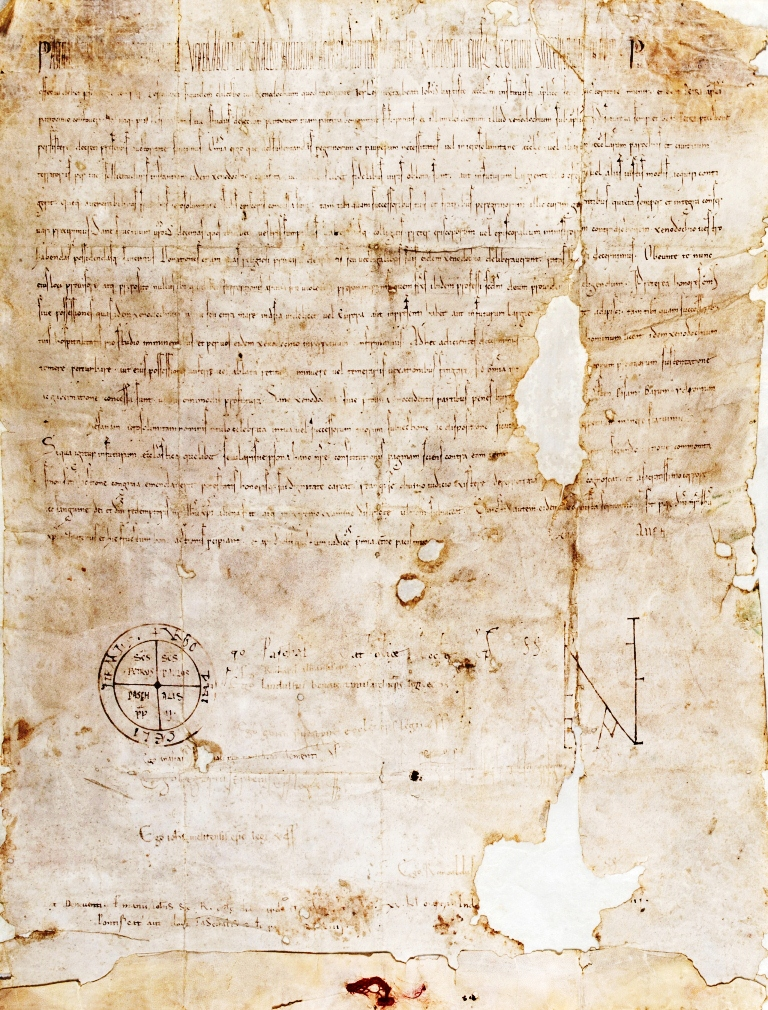
Pie postulatio voluntatis

Pie postulatio voluntatis (em português: O Pedido Mais Piedoso) é uma bula papal emitida em 15 de fevereiro de 1113 pelo Papa Pascoal II, na qual o Papa reconheceu formalmente o estabelecimento dos Cavaleiros Hospitalários e confirmou sua independência e soberania. Hoje, o documento está preservado na Biblioteca Nacional de Malta de Valletta, Malta.

## Antecedentes
As origens dos Cavaleiros Hospitalários remontam a cerca de 1048, quando o califa fatímida Al-Mustansir Billah deu permissão aos mercadores da República de Amalfi para construir um hospital em Jerusalém. A comunidade que administrava o hospital tornou-se independente durante a Primeira Cruzada por volta de 1099, sob a liderança do Grão-Mestre Beato Geraldo.

## O touro

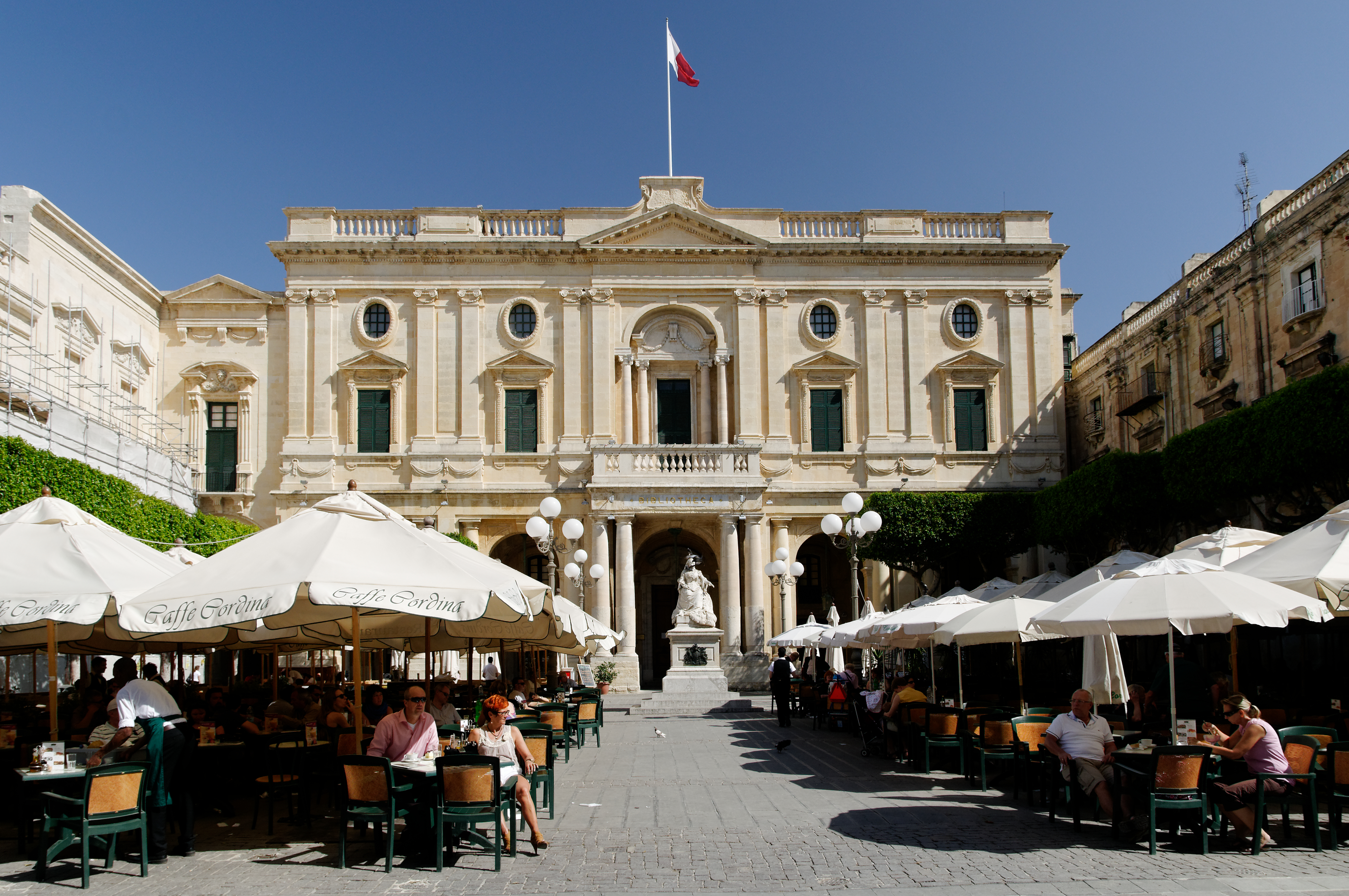
O touro está preservado na Biblioteca Nacional de Malta, em Valletta

O Papa Pascoal II concedeu a bula ao Beato Geraldo em 15 de fevereiro de 1113. Nele, o Papa reconheceu formalmente a fundação do Hospital, que se tornou uma ordem religioso-laica sob a proteção exclusiva da Igreja. A bula dava à Ordem o direito de eleger seus Grão-Mestres sem interferência de autoridades externas. Os cavaleiros da Ordem estavam vinculados por três votos: pobreza, castidade e obediência.
A bula formou a base jurídica da independência e soberania da Ordem.
O documento está preservado na Biblioteca Nacional de Malta em Valletta, Malta.

## Comemorações
O 900º aniversário da bula papal foi comemorado pela Soberana Ordem Militar de Malta (SMOM) com uma Conferência Internacional de dois dias em Roma, que contou com a presença de cerca de 5 000 pessoas. A conferência começou em 7 de fevereiro de 2013 e terminou em 9 de fevereiro com uma missa realizada pelo cardeal Tarcisio Bertone na Basílica de São Pedro. As filiais do SMOM em todo o mundo também comemoraram o aniversário com uma série de iniciativas.

## Texto Completo
Pascal, bispo e servo de tais como são servos de Deus, ao seu venerável filho Geraldo, fundador e Mestre do Hospital de Jerusalém, e aos seus legítimos sucessores para sempre.

Os pedidos de um desejo devoto devem atender a uma realização correspondente. Na medida em que, a partir do vosso afecto, pediste, a respeito do Hospital que fundaste na cidade de Jerusalém, nas proximidades da Igreja do Beato João Baptista, que fosse apoiado pela autoridade da Sé Apostólica e fomentado pelo patrocínio do bem-aventurado Apóstolo Pedro: Nós, portanto, muito satisfeitos com a piedosa seriedade da vossa hospitalidade, acolhei a petição com o nosso favor paterno, e ordenai e estabelecei, pela autoridade deste nosso presente decreto, que aquela casa de Deus, o vosso Hospital, será agora colocada, e permanecerá para sempre, sob a protecção da Sé Apostólica e sob a do Beato Pedro. Portanto, tudo o que por vossa solicitude e solicitude vos foi recolhido em benefício do referido Hospital, para o amparo e manutenção dos peregrinos, ou para aliviar as necessidades dos pobres, quer nas igrejas de Jerusalém, quer nas paróquias dentro dos limites de outras cidades; e todos os bens que já tenham sido oferecidos pelos fiéis, ou para o futuro, possam pela graça de Deus ser assim oferecidos, ou recolhidos por outros meios lícitos; e todos os bens que te tenham sido, ou venham a ser-te, ou aos teus sucessores, ou aos irmãos que estão ocupados aos cuidados e apoio dos peregrinos, pelos veneráveis irmãos bispos da diocese de Jerusalém; nós decretamos que será retido por você e não diminuído.
Além disso, quanto aos dízimos de suas receitas, que você recolhe em toda parte a seu próprio cargo, e por sua própria labuta, nós fixamos e decretamos que eles serão retidos por seu próprio Hospital, não obstante toda a oposição por parte dos bispos e de seu clero. Também decretamos como válidas todas as doações que tenham sido feitas ao seu Hospital por príncipes piedosos, seja de suas verbas de tributo ou outras doações. Ordenamos, além disso, que na tua morte nenhum homem seja nomeado em teu lugar, como chefe e mestre, por qualquer sutileza dissimulada, ou por violência; mas somente aquele que, por inspiração de Deus, tiver sido devidamente eleito pelos irmãos professos da Instituição.
Além disso, todas as dignidades ou posses que o vosso Hospital detém actualmente quer deste lado da água, quer na Ásia, quer na Europa, como também aquelas que doravante pela generosidade de Deus pode obter; confirmamo-las a vós e aos vossos sucessores, que se dedicarão com piedoso zelo aos cuidados da hospitalidade e, por vosso intermédio, ao dito Hospital em perpétuo. Decretamos ainda que será ilegal para qualquer homem perturbar precipitadamente o seu Hospital, ou levar qualquer de seus bens, ou se levado para reter a posse dele, ou para diminuir qualquer coisa de suas receitas, ou para assediá-lo com aborrecimentos audaciosos. Mas que todos os seus bens permaneçam intactos, para uso e gozo exclusivos daqueles para cuja manutenção e sustento foi concedida. Quanto aos Hospitais ou Casas Pobres nas províncias ocidentais, nos Borgo de Santo Egídio, Asti, Pisa, Bari, Otranto, Taranto e Messina, que se distinguem pelo título de Hospitais de Jerusalém, decretamos que permanecerão para sempre, como são hoje, sob a sujeição e disposição de vós mesmos e dos vossos sucessores. Se, pois, num momento futuro, alguém, eclesiástico ou secular, conhecendo este parágrafo de nossa Constituição, tentar opor-se às suas disposições, e se, depois de ter recebido uma segunda ou terceira advertência, não fizer uma satisfação e restituição adequadas, que seja privado de todas as suas dignidades e honras, e que saiba que está exposto ao julgamento de Deus, pela iniquidade que perpetrou; e que ele seja privado dos sacramentos do Corpo e do Sangue de Cristo, e dos benefícios da redenção de nosso Senhor, e no juízo final que encontre a mais severa vingança. Mas a todos os que lidam justa e corretamente com o mesmo, sobre eles esteja a paz de nosso Senhor Jesus Cristo, para que não só aqui embaixo recebam as recompensas das boas ações, mas também diante do Juiz de toda a humanidade, possam desfrutar da bênção da paz eterna.
Pascal, bispo da Igreja Católica, assinou
Ricardo Bispo de Albano, assinaram
Landulfo Arcebispo de Benevento, ter lido e assinado
Bispo Cônego da Igreja de Preneste, ter lido e assinado
Anastácio, sacerdote cardeal, com o título de Beato Clemente, assinou
Gregório Bispo de Terracina, ter lido e assinado
João Bispo de Mellito, ter lido e assinado
Romuald Cardeal Diácono da Igreja Romana, assinaram
Gregório Cardeal sacerdote de San Crisogono, ter lido e assinado

Dado em Benevento, pela mão de João, cardeal e bibliotecário da Igreja Romana, no dia 15 de fevereiro, no 6º ciclo de proclamação da encarnação de Nosso Senhor, no ano de 1113, e no 14º ano do Pontificado do Papa Pascoal II.